# フランシス・トレシャム (ゲームデザイナー)

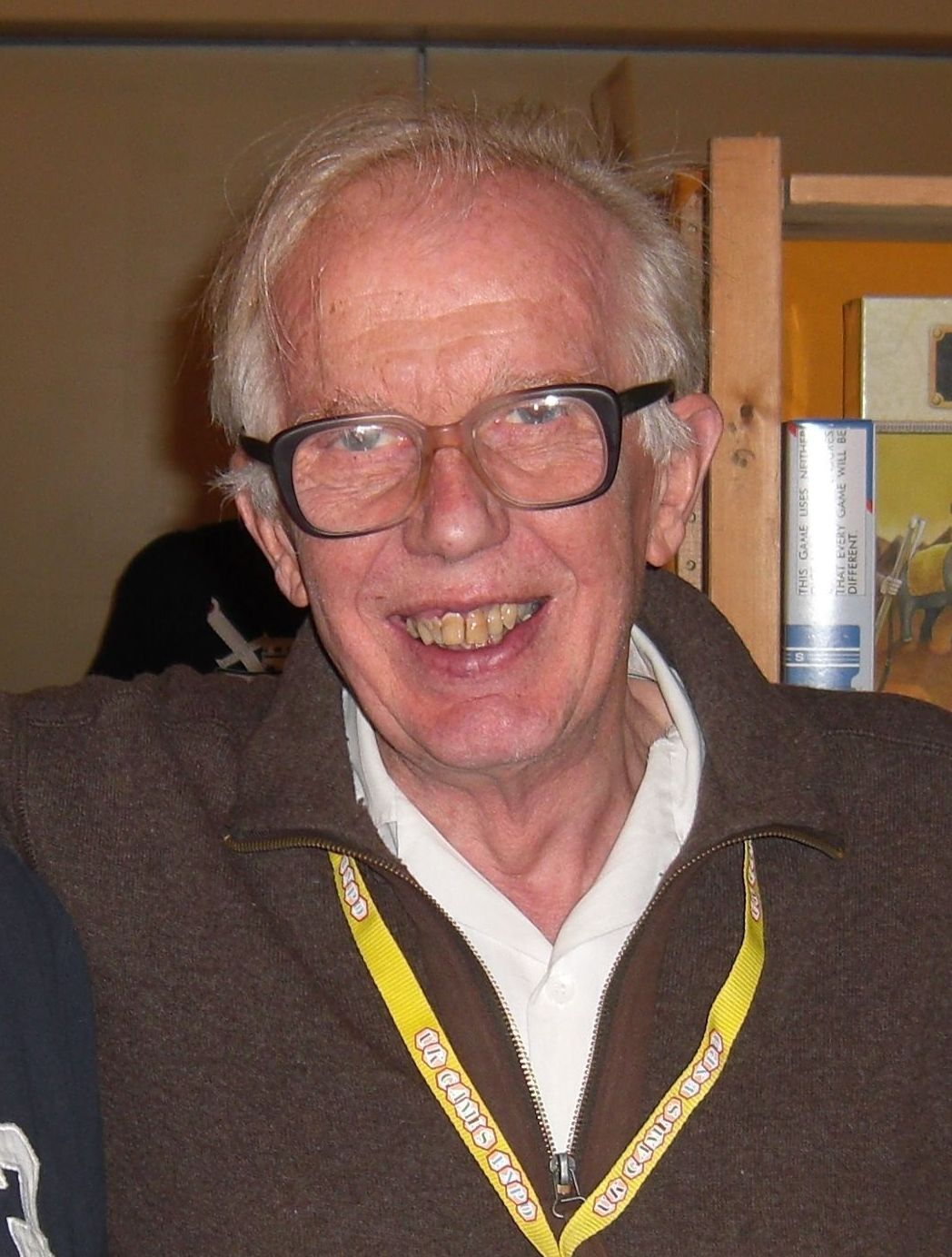
フランシス・トレシャム（2011年）

フランシス・トレシャム（Francis Tresham、1936年 - 2019年10月23日）は、イギリスを拠点とするボードゲームデザイナーであり、1970年代初めからボードゲームを制作してきた。

## 生涯
トレシャムは1971年にハートランド・トレフォイル社（Hartland Trefoil）を設立、経営してきた。同社は1997年にマイクロプローズに買収されるまで、代表作である「シビライゼーション」で良く知られていた。トレシャムがデザインした「1829」は、18xxシリーズの最初の作品であり、彼のいくつかのボードゲームは、「レイルロードタイクーン」といったシド・マイヤーのコンピューターゲームに影響を与えた。
また、トレシャムはボードゲームにテクノロジー・ツリーのアイデアを最初に導入した。これはその後に制作されたボードゲームやコンピューターゲームに大きな影響を与えた。
トレシャム・ゲームズの社長を務め、18XXシリーズのゲームを制作し続けた。2013年には、最初にUKゲームズ・エキスポ殿堂入りを果たした数人のうちの一人となった。

## 作品
- 1825
- 1829（英語版）
- 1829 Mainline
- 1830
- 1853
- シビライゼーション (Civilization)（英語版） - 日本では「文明の曙」として知られる。
- Revolution: The Dutch Revolt 1568-1648
- Shocks & Scares
- Spanish Main
- The Game of Ancient Kingdoms